# Акэбонобаси (станция)

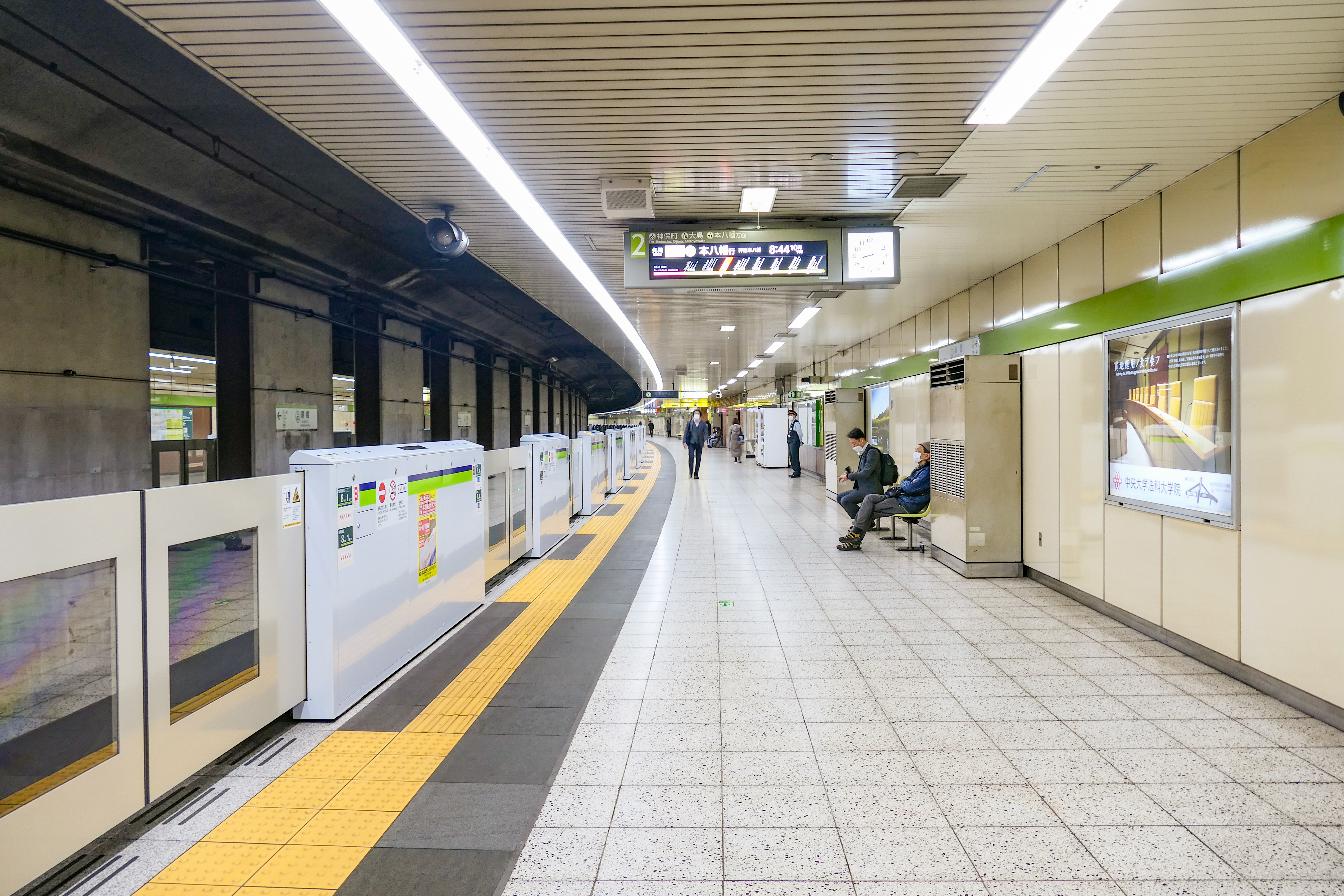
Платформа №2 станции

Станция Акэбонобаси (яп. 曙橋駅 акэбонобаси эки) — железнодорожная станция, расположенная в специальном районе Синдзюку, Токио. Станция обозначена номером S-03. Станция была открыта 16 марта 1980 года.  20 июля 2019 года на станции были установлены автоматические платформенные ворота.

## Планировка станции
2 пути и 2 платформы бокового типа.
| 1 | ○ Линия Синдзюку | Синдзюку, Сасадзука, Хасимото |
| 2 | ○ Линия Синдзюку | Бакуро-Ёкояма, Мотоявата      |

## Окрестности станции
Станция находится под мостом Акэбонобаси, у пересечения Городских Шоссе 319 (Гайэн-Хигаси-Дори) и 302 (Ясукуни-Дори). Неподалёку находится многоквартирный жилой комплекс, в здании которого ранее находилась штаб-квартира Fuji Television. 
Так же в районе станции расположены:
- Министерство обороны Японии
- Кампус Итигая Университета Тюо
- Tokyo Women's Medical University and Hospital
- Fuji Television, Офис Синдзюку
- Торговый квартал Акэбонобаси-Дори
- Станция Ёцуя-Сантёмэ линии Маруноути (8 минут ходьбы к югу)
- Станция Усигомэ-Янагитё линии Оэдо (10 минут ходьбы к северу)

## Автобусы
Остановка: Акэбонобаси
- Сиро 61 до станции Синдзюку (западный выход), Автобусного парка Нэрима

Остановка: Аракитё
- Со 81 до Содай-Сэймон(Университет Васэда), станции Сибуя (восточный выход)

Остановка: Каппадзака-Сита
- Така 71 до станций Кудансита, Такаданобаба (через Окубо-Дори)
- Сюку 75 до станции Синдзюку (западный выход), Миякэдзака (через Tokyo Women's Medical University)

## Близлежащие станции
| «                           |                  | Линия          |                | »              |
| Линия Синдзюку              | Линия Синдзюку   | Линия Синдзюку | Линия Синдзюку | Линия Синдзюку |
| --------------------------- | ---------------- | -------------- | -------------- | -------------- |
| Синдзюку-Сантёмэ            | Синдзюку-Сантёмэ | Local          | Итигая         | Итигая         |
| Express: не останавливается |                  |                |                |                |